# Station Mill Hill Broadway
Mill Hill Broadway is een spoorwegstation van National Rail in Barnet in Engeland. Het station is eigendom van Network Rail en wordt beheerd door Govia Thameslink Railway. 